# Резолюция Генеральной Ассамблеи ООН 62243
Резолюция 62243 Генеральной Ассамблеи ООН (Резолюция 62/243) под заголовком «Положение на оккупированных территориях Азербайджана» была принята 14 марта 2008 года Генеральной Ассамблеей ООН на 86-м пленарном заседании. Автором проекта является Азербайджан.
Резолюция вновь заявляет об «уважении и поддержке суверенитета и территориальной целостности Азербайджанской Республики в пределах её международно признанных границ», требует «немедленного, полного и безоговорочного вывода всех армянских сил со всех оккупированных территорий Азербайджанской Республики», а также заявляет «что ни одно государство не должно признавать законной ситуацию, сложившуюся в результате оккупации территорий Азербайджанской Республики, и не должно содействовать или способствовать сохранению этой ситуации». Резолюция была принята вскоре после произошедших столкновений близ Мардакерта.
Принятые Ассамблеей резолюции, в отличие от решений Совета Безопасности, не имеют обязательной силы, так как имеют силу рекомендаций, при этом ни одна из стран не может наложить на них вето.
Представитель Азербайджана в ООН Агшин Мехдиев, представляя проект резолюции «о положении на оккупированных территориях Азербайджана» (документ A/62/L.42), заявил также, что «конфликт внутри и вокруг нагорно-карабахского региона Азербайджана имеет давнюю историю».

## Итоги голосования

Голосование по странам:
Поддержали
Воздержались
Против
Отсутствовали

За принятие резолюции проголосовало 39 государств, против — 7, воздержалось — 100.

### За
Азербайджан, Афганистан, Бангладеш, Бахрейн, Бруней, Гамбия, Грузия, Джибути, Индонезия, Иордания, Ирак, Йемен, Камбоджа, Катар, Колумбия, Коморские Острова, Кувейт, Ливия, Малайзия, Мальдивские Острова, Марокко, Молдавия, Мьянма, Нигер, Нигерия, Объединённые Арабские Эмираты, Оман, Пакистан, Саудовская Аравия, Сенегал, Сербия, Сомали, Судан, Сьерра-Леоне, Тувалу, Турция, Уганда, Узбекистан, Украина.

### Против
Ангола, Армения, Вануату, Индия, Российская Федерация, Соединённые Штаты Америки, Франция.

### Воздержались
Австралия, Австрия, Албания, Алжир, Андорра, Антигуа и Барбуда, Аргентина, Багамские Острова, Барбадос, Бельгия, Болгария, Боливия, Босния и Герцеговина, Ботсвана, Бразилия, Венгрия, Венесуэла, Гаити, Гайана, Гана, Гватемала, Германия, Гондурас, Гренада, Греция, Дания, Доминиканская Республика, Египет, Замбия, Израиль, Ирландия, Исландия, Испания, Италия, Казахстан, Камерун, Канада, Кения, Кипр, Китай, Конго, КНДР, Коста-Рика, Латвия, Либерия, Литва, Лихтенштейн, Люксембург, Маврикий, Мадагаскар, Македония, Мальта, Мексика, Мозамбик, Монако, Монголия, Намибия, Непал, Нидерланды, Никарагуа, Новая Зеландия, Норвегия, Панама, Папуа-Новая Гвинея, Перу, Польша, Португалия, Республика Корея, Румыния, Сальвадор, Самоа, Сан-Марино, Свазиленд, Сент-Люсия, Сингапур, Словакия, Словения, Соединённое Королевство Великобритании и Северной Ирландии, Соломоновы Острова, Суринам, Таиланд, Тимор-Лешти, Того, Тринидад и Тобаго, Уругвай, Филиппины, Финляндия, Хорватия, Черногория, Чешская Республика, Чили, Швейцария, Швеция, Шри-Ланка, Эквадор, Экваториальная Гвинея, Эстония, Южная Африка, Ямайка, Япония.

## Мнения
- Представитель США, страны-сопредседателя Минской группы ОБСЕ, высказался против принятия этой резолюции, поскольку она, по его мнению, носит односторонний характер. Однако он указал, что несмотря на своё голосование по документу страны-сопредседатели поддерживают территориальную целостность Азербайджана и не признают независимость Нагорного Карабаха[3].
- Представитель Индонезии, выступая с разъяснением своей позиции после голосования заявил, что он проголосовал за принятие текста, поскольку он подтверждает Устав принципов и целей в решении конфликта, он выступает за мирное урегулирование конфликта, и подчеркивает принципы уважения территориальной целостности и нерушимости международно-признанных государственных границ[3].
- Представитель Ливии, также проголосовавший в пользу принятия резолюции, сказал, что он поддерживает страны, находящиеся под оккупацией, а также поддерживает право беженцев на возвращение[3].
- Представитель Южной Африки заявил, что его делегация воздержалась от голосования по резолюции, поскольку она поддерживает усилия Минской группы ОБСЕ по урегулированию конфликта[3].
- Согласно британскому политику Лорду Хауэллу Гилдфорду, его страна воздержались от голосования, поскольку в резолюции, по его мнению, «не учитываются Мадридские принципы или процесс Минской группы ОБСЕ»[6].
- Представитель Украины заявил, что проблемы затяжных конфликтов на территории Азербайджана, Республики Молдова и Грузии, остаются основными препятствиями на пути демократического и экономического развития этих государств. Также было заявлено, что Украина решительно отвергает попытки связать случаи с Косово с конфликтами на территориях Азербайджанской Республики, Республики Молдова и Грузии[3].